# Pteroplistes lagrecai
Pteroplistes lagrecai är en insektsart som beskrevs av Andrej Vasiljevitj Gorochov 2004. Pteroplistes lagrecai ingår i släktet Pteroplistes och familjen syrsor. Inga underarter finns listade i Catalogue of Life.